# Stina Hansson
Stina Maria Hansson, född 28 april 1942 i Lysekil, är en svensk litteraturvetare.
Hansson, som är dotter till färgeriidkare Ivan Hansson och Berny Olsson, blev filosofie kandidat vid Lunds universitet 1964, filosofie licentiat där 1968, filosofie doktor vid Göteborgs universitet 1975 och docent där 1978. Hon var utbildningssekreterare på Göteborgs Universitets Studentkår 1968–1969, byråsekreterare vid Göteborgs universitet 1969–1972, studievägledare på litteraturvetenskapliga institutionen där 1972–1978, e.o. vikarierande universitetslektor där 1978–1986, docent och högskolelektor där 1986–1990 och professor från 1990. Hon var redaktör och ansvarig utgivare för Tidskrift för litteraturvetenskap 1986–1987 och medarbetare i Den svenska litteraturen. Hon tilldelades Schückska priset 1993.